# 眾議院 (奧地利)
奧地利眾議院（德語:Abgeordnetenhaus），是指1861 年至 1918 年间奥地利帝国议会的下议院。 貴族院則擔任上议院功能。

## 主席团
歷任众议院议长是：

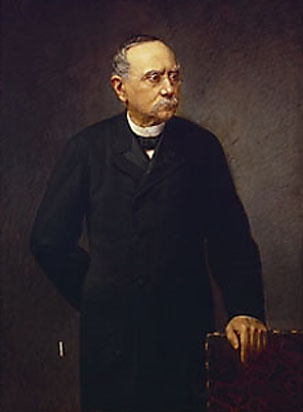
利奥波德·哈斯纳·里特·冯·阿尔塔，众议院议长

- 弗兰兹·冯·海因，1861 年 4 月 29 日–1863 年
- 利奥波德·哈斯纳·冯·阿尔萨，1863 年 6 月 17 日至 1865 年 9 月
- （无人擔任，1865–1867）
- 卡尔·吉斯克拉，1867 年 5 月–1868 年
- 莫里茨·凯瑟菲尔德·冯·布拉廷谢格，1868–1870
- 弗朗茨·克萨维尔·弗拉格纳，冯·霍普芬男爵，1870 年 9 月 15 日–1873 年
- 卡尔·雷希鲍尔，1873–1879
- 弗朗茨·格拉夫·科罗尼尼，1879–1881
- 弗兰茨·斯莫尔卡，1881–1893
- 约翰·弗赖赫尔·冯·赫鲁梅基,1893 年 3 月 20 日 至 1897 年 1 月 22 日
- 西奥多·弗莱赫尔·冯·凯瑟琳,  1897 年 4 月 6 日至 10 月 26 日
- 大卫·里特·冯·亚伯拉罕霍维茨, 1897 年 10 月 26 日至 1898 年 9 月 26 日
- 维克托·冯·福克斯，1898 年 9 月 26 日–1901 年
- 莫里茨·格拉夫·维特·冯·德·莉莉，1901–1907
- 理查德·韦斯基希纳，1907–1909
- 罗伯特·帕泰，1909–1911
- 朱利叶斯·西尔维斯特，1911–1917
- 古斯塔夫·格罗斯 (Gustav Groß) ，上一任總理。 1917 年 5 月30日至 1918 年 11 月 12 日

## 查看更多
- 类别:众议院议员（奥地利）
- 众议院（巴伐利亚） ，巴伐利亚庄园议会第二院
- 普鲁士众议院

## 文獻參考
(RGBl. （页面存档备份，存于） = 奥地利帝国法律公报，1852 年至 1869 年出版，或 Reichsrat 中代表的王国和国家，1870 年至 1918 年出版） （页面存档备份，存于）

## 网页链接
- 1861 年至 1918 年的立法时期和帝国议会会议 （页面存档备份，存于）
- 众议院会议速记记录 （页面存档备份，存于）